# Monte Meta
Le Monte Meta est un sommet s'élevant à 2 242 mètres d'altitude à la limite entre les régions italiennes des Abruzzes et du Latium, dans les Apennins. Son versant sud-est abrite un tripoint constituant le point culminant de la région du Molise, à environ 2 185 mètres d'altitude.